# Søren Pilmark
Søren Louis Pilmark (né le 16 octobre 1955 à Copenhague) est un acteur danois. 

## Filmographie
- 1994 - 1997 : L'Hôpital et ses fantômes
- 2000 : Lumières dansantes
- 2003 : Rembrandt de Jannik Johansen
- 2004 : Le Pire des adieux (Lad de små børn...) de Paprika Steen
- 2007 : Erik Nietzsche, mes années de jeunesse
- 2010 : Parterapi
- 2013 : Sorrow and Joy (Sorg og glæde) de Nils Malmros
- 2014 : Les Enquêtes du département V : Profanation (Fasandræberne) de Mikkel Nørgaard (da)
- 2016 : Les Enquêtes du département V : Délivrance (Flaskepost fra P) de Hans Petter Moland
- 2017 : Downsizing d'Alexander Payne : Dr. Andreas Jacobsen
- 2018 : Les Enquêtes du département V : Dossier 64 (Journal 64) de Christoffer Boe : Marcus Jacobsen

## A la télévision
- Een stor familie (da) (1982-1983)
- To som elsker hinanden (mini-serie, 1988)
- Blændet (mini-serie, 1992)
- Gøngehøvdingen (da) (1992)
- Kald mig Liva (da) (mini-serie. 1992)
- Riget (1994) sur le réseau DR1 sous le titre L'Hôpital et ses fantômes
- Riget II (1997) (1997) sur le réseau DR1 sous le titre L'Hôpital et ses fantômes
- Taxa (1999)
- Edderkoppen (da) (mini-serie. 2000)
- Skjulte spor (da) (2000)
- De Drabbade (2003)
- Nissernes Ø (da) (2003)
- Mr. Poxycat & Co (da) (2007)
- Lysets nøgle (2007)
- Forbrydelsen II (da) (2009)
- Lykke (da) (2010)
- Tidsrejsen (2014) diffusé en 2017 en France sous le titre Les Pièges du Temps sur le reseau Arte
- 1864 (2014)
- Vikings épisode 6 saison 3 (2015) som Stender
- Atlantic Crossing (2020) : Haakon VII

## Doublage
- Chicken Run - voix danoise de Rocky
- Les Aristochats - voix danoise de O'Malley